# Вальедупар

Муниципалитет Вальедупар на карте департамента Сесар

Вальедупа́р (исп. Valledupar) — город и муниципалитет, расположенный на севере Колумбии. Столица департамента Сесар. Был основан 6 января 1550 года конкистадором Эрнандо де Сантана.
Численность населения в 2006 году — 316,3 тыс. человек. Основное занятие жителей города и департамента — производство и переработка сельскохозяйственной продукции. Достопримечательности: церковь Зачатия, монастырь Санто-Доминго, площадь Альфонсо-Лопес-Пумарехо, Рыночная площадь.